# 顾毓琇

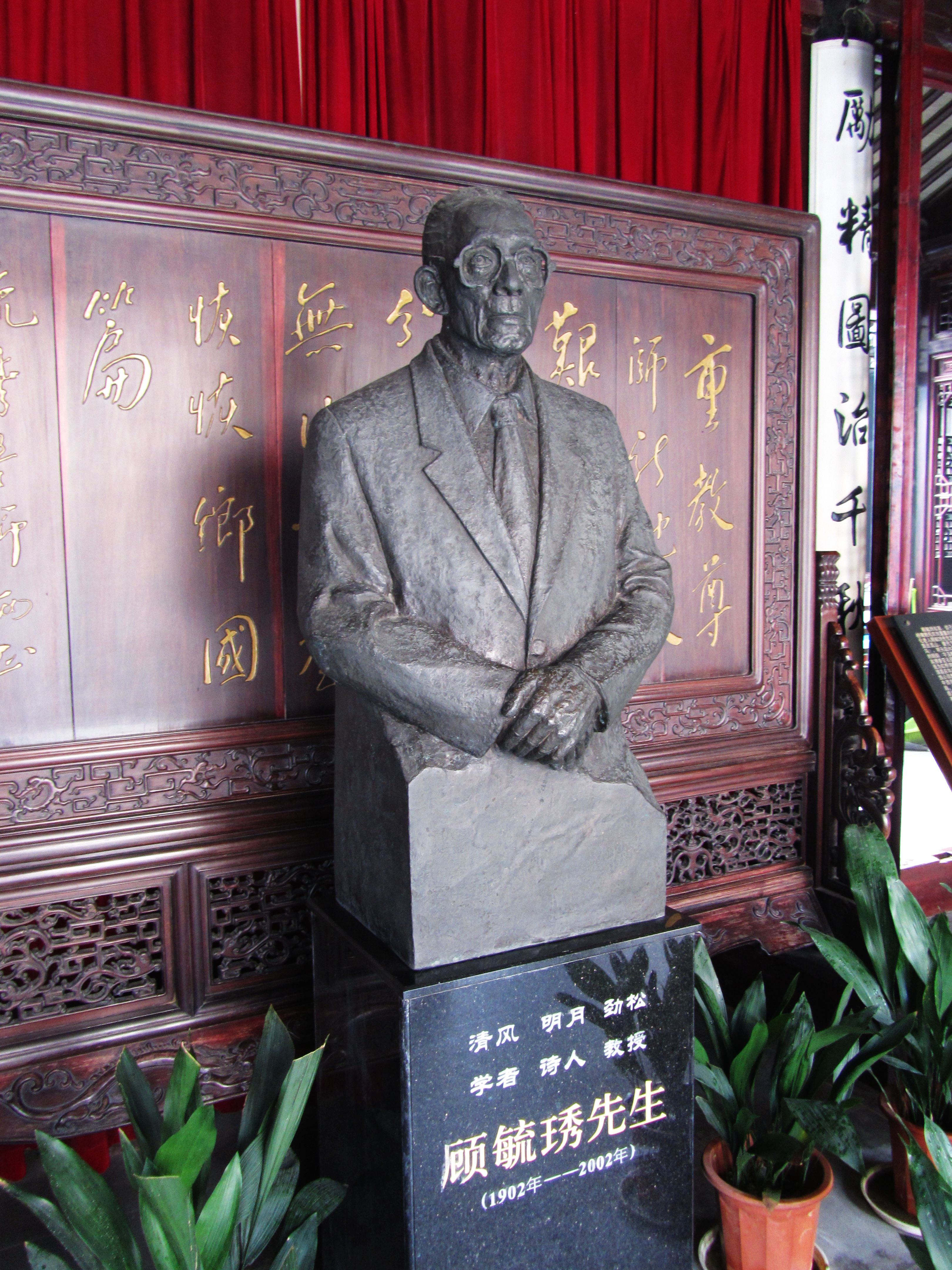
位于无锡顾毓琇故居内的顾毓琇半身像，由喻湘涟设计

顾毓琇（1902年12月24日—2002年9月9日），字一樵，男，江蘇無錫人，中国博學家，中央研究院院士，精通教育、科學、詩詞、戲劇、音樂、禪學等領域，曾任中華民國教育部政務次長、國立中央大學校長、國立政治大學校長。

## 生平

### 家世
1902年12月24日，顾毓琇生於江蘇无锡虹桥湾的一個名門望族之家。祖父顧維楨以藥房經商，也是一位書法家，祖母是宋朝詞人秦觀後裔，与原全国政协副主席钱正英的外祖父是亲兄妹。外祖父是大書法家王羲之後裔，也是一個學者和書法家。
顧毓琇的父親顧賡明毕业于保定法政学堂，曾在山东省财政厅任职，后全家迁回原籍无锡虹桥湾。父親將其子女全部送入新式學堂求學，但於35岁时，因感染了猩红热而去世。母親王鏡蘇（字誦芬）的五個兒子都獲得了博士學位: 顧毓琦（德國漢堡大學博士）、顧毓琇（美國麻省理工學院博士）、顧毓瑔（美國康乃爾大學博士）、顧毓珍（美國麻省理工學院化学工程博士）、顧毓瑞（台灣文化大學博士）五兄弟。其中，顧毓琇成就最大，因此，在無錫素有「一門五博士、毓琇稱翹楚」之佳話。

### 就學
顾毓琇幼年就读俟实学堂（今连元街小学）。1915年，他考入清华学校中等科，1923年毕业。顾毓琇与梁启超的儿子梁思成是同班同学，因而常常到梁家用餐，并聆听梁启超的教诲，顾毓琇赴美留学前，梁启超曾經亲笔书写对联送給他。顾毓琇与梁实秋在清华学校上学时既是同班同学，还是室友，到了美国波士顿后仍然合租公寓一起住。
此后，顾毓琇留學美国麻省理工学院，获电机工程学士、硕士、哲学博士学位。

### 經歷
1929年，顾毓琇归国后，他历任国立浙江大学电机工程系教授兼主任，國立中央大學工学院院长，国立清华大学电机工程系教授兼主任、工学院院长。自1928年起，他历任国民政府教育部次长、國立中央大學校长、上海市教育局局长、国立政治大学校长。其间，他还曾兼任国立音乐学院院长、中大教授，国立交通大学教授。
顧毓琇於抗日战争中受蔣中正委員長命為特使，走訪全國各地。曾於湖北省臨時省政府所在地恩施，向省主席陳誠提出土地政策；後來台灣實施之三七五減租、耕者有其田乃依據該藍圖。抗戰勝利後，1945年8月19日，顧毓琇被任命為中國陸軍總司令部中將參議，出席1945年9月9日南京日本投降受降典禮。同年出任上海市教育局局長兼上海交通大學教授。在1947年中華民國國民大會代表選舉中，顾毓琇當選第一屆國民大會代表。
1950年，顾毓琇移居美国，历任麻省理工学院客座正教授，宾夕法尼亚大学教授、荣誉教授。1959年榮獲中華民國中央研究院第3屆(數理科學組)院士頭銜。
1973年8月，顧毓琇夫婦與女兒返回中國大陸訪問，與周恩來長談，並爲時在獄中的表兄王崑崙求情。1979年，因其五弟顧毓瑞將赴大陸講學，便託人主動向中華民國國民大會辭去代表職務，但因種種誤解，最終被中華民國政府註銷國大代表資格及中研院院士，一度無法進入臺灣。
1997年，時任中華人民共和國主席的江澤民對美國進行國事訪問時，曾專程前往費城看望其早年的恩師顧毓琇。
2002年，顧毓琇病重后與夫人王婉靖遷離費城到俄克拉何马州的女儿顧慰民處居住。

### 逝世
2002年9月9日，顾毓琇於美国俄克拉何马市寓所病逝，享年100岁。江澤民和朱鎔基得知後向顧夫人發送唁電。
2002年9月15日，於費城海城大酒樓舉行追悼大會。2002年10月3日，宾夕法尼亚大学工學院假宾夕法尼亚大学博物馆舉辦追思會（Celebration of Life）。2006年4月，顧氏夫婦的骨灰送回無錫，2006年4月3日，中共無錫市委統戰部於顧氏故居誦芬堂舉行顧老夫婦骨灰安葬儀式，墓位於太湖畔湖景公墓。

## 影響與貢獻

### 教育家
顧氏曾任中華民國教育部政務次長（1938.1），上海市教育局長（1945.8.17-1947），第八任中大校長（1944.8-1945.8）及第二任實乃首位專任政治大學校長（1947.8/?9-1949.6)等職。

### 科學家
顧氏以專研“非線性自動控制”，創立顧氏變數、顧氏圖解法、顧氏定則而聞名於世界。
顧氏國立清華大學電機學士（1923.6.17），美國麻省理工學院電機工程學士（1925.6），碩士，博士（1928.6.5）。發表《四次方程通解法》（1926.2）。擔任過美國通用電氣公司工程師（1928.8-1929.1），回國出任國立浙江大學工學院電機科主任（1929.6-1931.1），中大工學院長（1931.1-1932.8），國立清華大學電機系主任（1932.8-1933）、工學院長（1933-1937.1）。創立國立清華大學南昌航空研究所兼任所長（1936.11），長沙臨時大學（西南聯大前身）工學院長（1937.9-），交通大學兼任教授（1945.9.12-），麻省理工學院客座教授（1950秋），通用電氣公司顧問（1951夏）及美國費城賓夕法尼亞大學電機工程教授（1952.9-1971.12.24）等。
此外，他還獲選中央研究院第三屆數理科學組院士（1959年選舉）、國際無線電工程學會會士（1961.1），獲頒美國电气电子工程师学会蘭姆獎章（1972.3.22），中國電機工程師學會金質獎章（1972 秋），中國電機工程學會終身榮譽會員（1994），美國電機及電子工程師學會電路及系統協會金禧獎章（1999.12.10）及千禧獎章（200.1.24）等殊榮。

### 詩人
顧氏乃國際桂冠詩人（1977.1.10），發表散文小說43篇，作有約八千多首詩歌詞曲，出版詩詞歌曲集34部包括蕉歌詞五百首，蕉舍詩歌一千首，蕉舍旅游三百詠，顧毓琇詩選，顧毓琇詞選，顧毓琇詞曲選，和唐詩三零三首，耄耋集，水木清華，海濱集，海外集，蓮歌集，岡陵集，樵歌，潮音集，齊眉集，行雲流水，梁溪集，太湖集，松風集，長春集，惠泉集，蕉舍吟草，和夢窗詞及其他，和清真詞及其他，和淮海詞及其他，和淵明詩及其他等。

### 戲劇家
顧氏醉心戲劇，創作有《孤鴻》（1922）、《張約翰》（1923）、《國手》（1924）、《琵琶記》（1925）、《白娘娘》（1930），《荊軻》（1932）、《岳飛》（1940）、《蘇武》（1940）、《項羽》、《芝蘭與茉莉》及《古城烽火》等。且創辦上海戲劇專科學校（上海戲劇學院前身），獲頒巴西人文學院金獎（1975）。

### 音樂家
顧氏1940秋創立國立音樂學院（中央音樂學院前身）擔任院長（1940-1941），并通過了以3,4,8頻率黃鐘為標準音（1941.4.13）也任過國立交響樂團團長，將席勒之貝多芬第九交響曲之歡樂頌歌詞譯成中文，并將姜白石之自度曲譜翻成五線譜。

### 禪學家
顧氏精研禪學尤其禪宗史。出版有《禪宗師承記》，《日本禪宗師承記》及英文《禪史》等。

## 著作
顧氏著作甚多。有關於控制（51篇）、電機（34篇）、電氣網路（9篇）、相關議題（6篇）等的科學論文，1922年-2000年出版的戲劇、小說、詩詞（留學期間6篇；教學期間25篇；退休後28篇） ，還有2000年遼寧教育出版社出版的《顧毓琇全集》16卷。

## 顧毓琇紀念館

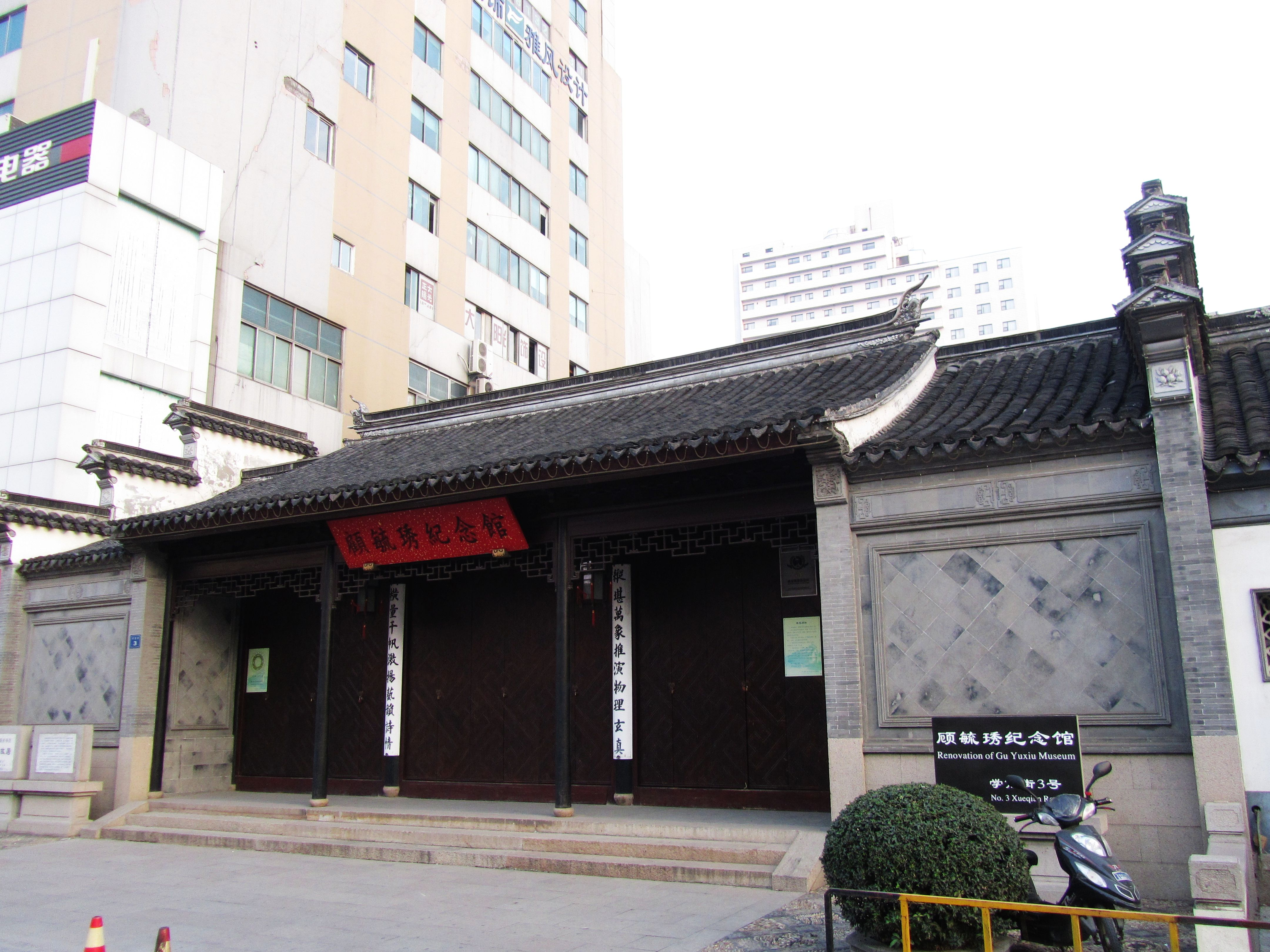
位于无锡学前街3号的顾毓琇故居，今顾毓琇纪念馆

顧毓琇紀念館座落於江蘇省無錫市學前街3號，乃將顧氏祖居擴建成，2004年2月26日，中共中央辦公廳批准成立。2004年12月13日，時任國家中央軍委主席江澤民為該館題書。2006年7月5日，該舘對外開放。2006年8月11日，舉行開館儀式。該舘計有六廳（中英文詳細註解說明）：
- 第一廳-生平簡介
- 第二廳-科教泰斗：[顧氏變數 名揚世界][控制理論 蜚聲科壇][教書育人 師表立身]
- 第三廳-文壇大家：[話劇前驅 能編能導能演][桂冠詩人 雋逸豪壯兼備][小說散文 蕭蕭盡顯文采]
- 第四廳-家學淵博：[厚德重文 人才輩出][一門五博 毓琇稱翹楚][讀萬卷書 行萬里路]
- 第五廳-愛國情深：[關注西部 報效祖國][愛我邦家 衛我中華][身在海外 心繫祖國]
- 第六廳-魂歸故鄉

## 交游
顾毓秀一生結識了不少中外名流，各行各業都有。其中梁實秋、吳文藻、謝冰心、許地山等和顧氏於1923年8月17日同搭傑克遜總統號到西雅圖，顧毓琇乃去麻省理工學院。江澤民為他任上海市教育局局長兼教交通大学運算微積分時的學生（1946年）。李元簇从政治大学畢業時他任校長（1948年）。朱鎔基乃他在清華大学時的學生。他自与陳立夫於教育部共事（陳任部長）以后，迄陳立夫去世前，与陈立夫時相來往。顾毓秀來美國定居後，又為江澤民長子江綿恆留學美國提供便利。而江澤民訪問美國時，又多次看望顾毓秀。
顧氏生前周遊列國，結識不少中外名流，其中不乏深交。無錫顧毓琇紀念館可見到他與國內外各界知名人士的合影。

## 家庭
顾毓琇父亲名为顾赓明（晦农），母亲名为王镜苏。其祖母秦太夫人是苏门四学士之一秦观的四十二世孙女。其母王镜苏则是王羲之的六十六世孙女。顾毓琇父母育有六子一女，他排行第二。兄弟姐妹分别为：
- 长兄：顾毓琦（1901年－1978年），医学家，原上海同德医学院院长。
- 三弟：顾毓瑔（1905年－1998年），纺织机械制造专家，原中华民国实业部副部长。
- 四弟：顾毓珍（1907年－1968年），化工专家，原同济大学、华东化工学院教授。
- 五弟：顾毓瑞（1908年－1994年），外交官，原中华民国驻厄瓜多尔大使。
- 六弟：顾毓琛（1916年－1984年），毕业于国立交通大学土木工程系，后赴台。
- 妹：顾毓桐（1912年－2013年），毕业于沪江大学经济系，丈夫王廉（王兼士）为知名企业家、原中国国际信托投资公司常务董事。

顾毓琇之妻王婉靖（1901年－2006年）是一位画家，为其母王镜苏的侄女。他们夫妻二人育有五子二女：
- 长子：顾慰连（1930年－1990年），农学家，原沈阳农业大学校长
- 次子：顾慰庆（1932年－），原西北电力建设局副局长、总工程师，全国政协委员
- 三子：顾慰华（1935年－2012年），电子科学家，曾任美国康奈尔大学、加州大学圣地亚哥分校教授
- 四子：顾慰中（1937年－），工程师，毕业于美国宾夕法尼亚大学建筑工程系，妻為陳光甫外孫女吳德芳，子顧宜棟。
- 五子：顾慰国（1941年－1988年），工程师，毕业于美国宾夕法尼亚大学机械工程系
- 长女：顾慰文（1934年－1993年），上海交通大学教授
- 次女：顾慰民（1945年－），建筑师，毕业于美国宾夕法尼亚大学建筑系

## 外部連結
- 政大校史-歷屆校長 顧毓琇先生 （页面存档备份，存于）
- 清華大學校友、名譽工學博士顧毓琇先生紀念專輯
- 顧毓琇紀念館 （页面存档备份，存于）

| 教育職務      | 教育職務                                         | 教育職務                     |
| ------------- | ------------------------------------------------ | ---------------------------- |
| 國立中央大學  |                                                  |                              |
| 前任： 蔣中正 | 國立中央大學校長 第八任 1944年 - 1945年          | 繼任： 吳有訓                |
| 國立政治大學  |                                                  |                              |
| 前任： 蔣中正 | 國立政治大學校長 第二任 1947年8月1日 - 1949年6月 | 繼任： 楊希震代理 （第三任） |